# Maurizio Mughetti
Maurizio Mughetti (Faenza, 4 dicembre 1954) è un ex arbitro di calcio e medico italiano.

## Carriera
Nel 1983 viene promosso alla C.A.I. che è la Commissione Arbitri Interregionale ed inizia il suo percorso arbitrale nei semiprofessionisti, nella stagione 1987-1988 passa alla Commissione Arbitri Nazionale di Serie C1 e di Serie C2, dopo tre stagioni nell'anno 1990 esordisce prima in Serie B il 9 settembre 1990 dirigendo l'incontro Salernitana-Padova (0-0), tre mesi dopo dirige per la prima volta in Serie A all'Olimpico di Roma il 9 dicembre 1990 la partita Lazio-Genoa (1-1). La sua, ai massimi livelli, è stata una breve carriera arbitrale, dove ha diretto solo per tre stagioni, con 3 direzioni nella Coppa Italia, mentre tanto in Serie B, nella quale ha arbitrato 25 incontri, che nella massima serie dove, dopo aver diretto 24 partite in Serie A, ha deciso di dimettersi, uscendo volontariamente dalla C.A.N., la sua ultima direzione nella massima serie risale al 18 aprile 1993, ed era stata la partita Torino-Genoa (1-1), poi improvvisamente la decisione di chiudere la sua carriera arbitrale, con l'uscita dalla C.A.N., in polemica con i sistemi arbitrali, per proseguire la carriera di medico.

## Biografia
Conclusa in modo atipico l'esperienza arbitrale nel mondo del calcio, come accennato sopra, il dott. Maurizio Mughetti continua la sua attività di medico radiologo in Romagna, dove è stato primario del reparto radiologico dell'Ospedale Bufalini di Cesena. Nel 2017 ha aperto con il figlio un centro medico ecografico e fisioterapico a Cesenatico.